# Friedrich Hermann Wolschke
Friedrich Hermann Wolschke (* 31. Juli 1893 in Rauno, Niederlausitz; † 1963 in Ueno, Japan) war ein deutscher Metzger und Unternehmer mit Wirkungsbereich in Japan.

## Leben
Hermann Wolschke wurde als Sohn eines Maschinenschlossers im heute nicht mehr existierenden Dorf Rauno in der damaligen preußischen Provinz Brandenburg geboren. Er diente als Koch im Deutschen Heer und wurde bei Mobilmachung im Ersten Weltkrieg im November 1914 als Matrosenartillerist in der 2. Kompanie der Matrosenartillerieabteilung Kiautschou stationiert.
Tsingtau war die zu dieser Zeit Hauptstadt des vom Kaiserreich China an das Deutsche Kaiserreich verpachteten Gebietes Kiautschou im Süden der Shandong-Halbinsel.
Nach der kurz darauf einsetzenden Belagerung dieser deutschen Kolonie durch Japan wurde Wolschke als Kriegsgefangener nach Japan in ein Gefangenenlager in Osaka gebracht und ab Februar 1917 in einem Lager in Ninoshima interniert.
Nach seiner Entlassung im Dezember 1919 blieb Wolschke in Japan und übernahm 1920 gemeinsam mit Karl Juchheim, mit dem er zusammen in Ninoshima inhaftiert war, das bis in die japanische Literatur hinein bekannte Café Europe auf der Ginza in Tokio. 1922 wurde er Verantwortlicher für die Fleischproduktion des Unternehmens Meiji Shokuryô K.K.
1934 stellte Wolschke eigens für ein Baseballspiel erstmals in Japan Hot Dogs her – verkauft wurden diese allerdings nur mit mäßigem Erfolg. 1948 versuchte er sich erneut als Pionier in Herstellung und Vertrieb westlicher Fleischprodukte in Japan, diesmal jedoch mit Frankfurter Würstchen.
1948 gründete Hermann Wolschke das Unternehmen Ham Sausage, das später von seinem Sohn übernommen und geleitet wurde. 1949 eröffneten die Wolschkes außerdem ein Restaurant mit Produktionsstätte für Delikatessen und Catering in Karuizawa.
In der Bierhalle des japanischen Bierherstellers Yebisu in Tokio ist Friedrich Hermann Wolschke eine Ehrentafel gewidmet.